# Polska na Letnich Igrzyskach Olimpijskich 1964
| Występy Polaków na Letnich Igrzyskach Olimpijskich 1964 |     |       |        |      |      |      |      |      |      |        |
| Sportowcy                                               | Lp. | złoto | srebro | brąz | 4 m. | 5 m. | 6 m. | 7 m. | 8 m. | Punkty |
| 138                                                     | 7.  | 7     | 6      | 10   | 5    | 8    | 9    | 6    | 4    | 258    |

## Zdobyte medale
| Medale według dni | Medale według dni | Medale według dni | Medale według dni | Medale według dni | Medale według dni | Medale według dni |
| ----------------- | ----------------- | ----------------- | ----------------- | ----------------- | ----------------- | ----------------- |
| Dzień             | Data              |                   |                   |                   |                   |                   |
| Dzień 0           | 10.10             | –                 | –                 | –                 | –                 |                   |
| Dzień 1           | 11.10             | 0                 | 0                 | 0                 | 0                 |                   |
| Dzień 2           | 12.10             | 0                 | 0                 | 1                 | 1                 |                   |
| Dzień 3           | 13.10             | 1                 | 0                 | 1                 | 2                 |                   |
| Dzień 4           | 14.10             | 1                 | 1                 | 0                 | 2                 |                   |
| Dzień 5           | 15.10             | 0                 | 0                 | 0                 | 0                 |                   |
| Dzień 6           | 16.10             | 1                 | 1                 | 1                 | 3                 |                   |
| Dzień 7           | 17.10             | 0                 | 0                 | 1                 | 1                 |                   |
| Dzień 8           | 18.10             | 0                 | 0                 | 0                 | 0                 |                   |
| Dzień 9           | 19.10             | 0                 | 2                 | 1                 | 3                 |                   |
| Dzień 10          | 20.10             | 0                 | 0                 | 0                 | 0                 |                   |
| Dzień 11          | 21.10             | 1                 | 1                 | 3                 | 5                 |                   |
| Dzień 12          | 22.10             | 0                 | 0                 | 1                 | 1                 |                   |
| Dzień 13          | 23.10             | 3                 | 1                 | 1                 | 5                 |                   |
| Dzień 14          | 24.10             | 0                 | 0                 | 0                 | 0                 |                   |

| Medal  | Zawodnik | Dyscyplina           | Konkurencja               | Rezultat               | Data            |
| ------ | --- | -------------------- | ------------------------- | ---------------------- | --------------- |
| Złoto  | Waldemar Baszanowski | Podnoszenie ciężarów | waga lekka                | 432,5                  | 13 października |
| Złoto  | Egon Franke | Szermierka           | floret                    | 3-0                    | 14 października |
| Złoto  | Józef Szmidt | Lekkoatletyka        | trójskok                  | 16,85                  | 16 października |
| Złoto  | Teresa Ciepły Halina Górecka Irena Kirszenstein Ewa Kłobukowska | Lekkoatletyka        | sztafeta 4x100 m          | 43,6                   | 21 października |
| Złoto  | Józef Grudzień | Boks                 | waga lekka                | 5:0                    | 23 października |
| Złoto  | Jerzy Kulej | Boks                 | waga lekkopółśrednia      | 5:0                    | 23 października |
| Złoto  | Marian Kasprzyk | Boks                 | waga półśrednia           | 4:1                    | 23 października |
| Srebro | Irena Kirszenstein | Lekkoatletyka        | skok w dal                | 6,60                   | 14 października |
| Srebro | Egon Franke Ryszard Parulski Janusz Różycki Zbigniew Skrudlik Witold Woyda | Szermierka           | floret drużynowo          | 7:9                    | 16 października |
| Srebro | Irena Kirszenstein | Lekkoatletyka        | bieg na 200 m             | 23,1                   | 19 października |
| Srebro | Teresa Ciepły | Lekkoatletyka        | bieg na 80 m przez płotki | 10,5                   | 19 października |
| Srebro | Marian Dudziak Marian Foik Wiesław Maniak Andrzej Zieliński | Lekkoatletyka        | sztafeta 4x100 m          | 39,3                   | 21 października |
| Srebro | Artur Olech | Boks                 | waga musza                | 1:4                    | 23 października |
| Brąz   | Mieczysław Nowak | Podnoszenie ciężarów | waga piórkowa             | 377,5                  | 12 października |
| Brąz   | Marian Zieliński | Podnoszenie ciężarów | waga lekka                | 420,0                  | 13 października |
| Brąz   | Ewa Kłobukowska | Lekkoatletyka        | bieg na 100 m             | 11,6                   | 16 października |
| Brąz   | Ireneusz Paliński | Podnoszenie ciężarów | waga lekkociężka          | 467,5                  | 17 października |
| Brąz   | Andrzej Badeński | Lekkoatletyka        | bieg na 400 m             | 45,6                   | 19 października |
| Brąz   | Józef Grzesiak | Boks                 | waga lekkośrednia         | 1:4                    | 21 października |
| Brąz   | Tadeusz Walasek | Boks                 | waga średnia              | przegrana przez nokaut | 21 października |
| Brąz   | Zbigniew Pietrzykowski | Boks                 | waga półciężka            | 1:4                    | 21 października |
| Brąz   | Krystyna Czajkowska Maria Golimowska Krystyna Jakubowska Danuta Kordaczuk Krystyna Krupa Józefa Ledwig Jadwiga Marko-Książek Jadwiga Rutkowska Zofia Szcześniewska Maria Śliwka | Siatkówka            | turniej kobiet            | 8 (3-2)                | 22 października |
| Brąz   | Emil Ochyra Jerzy Pawłowski Andrzej Piątkowski Wojciech Zabłocki Ryszard Zub | Szermierka           | szabla drużynowo          | 8:8 (60-59)            | 23 października |

## Występy Polaków

### Boks
- Artur Olech – waga musza, 2. miejsce (srebrny medal)
- Brunon Bendig – waga kogucia, przegrał 2. walkę (2. eliminacja)
- Piotr Gutman – waga piórkowa, odpadł w ćwierćfinale
- Józef Grudzień – waga lekka, 1. miejsce (złoty medal)
- Jerzy Kulej – waga lekkopółśrednia, 1. miejsce (złoty medal)
- Marian Kasprzyk – waga półśrednia, 1. miejsce (złoty medal)
- Józef Grzesiak – waga lekkośrednia, 3.–4. miejsce (brązowy medal)
- Tadeusz Walasek – waga średnia, 3.–4. miejsce (brązowy medal)
- Zbigniew Pietrzykowski – waga półciężka, 3.–4. miejsce (brązowy medal)
- Władysław Jędrzejewski – waga ciężka, przegrał 1. walkę (2. eliminacja)

### Gimnastyka sportowa
- Gerda Bryłka – wielobój, 28. miejsce; ćwiczenia wolne, 20. miejsce; poręcze, 45. miejsce; skok przez konia, 24. miejsce; równoważnia, 21. miejsce
- Małgorzata Wilczek – wielobój, 28. miejsce; ćwiczenia wolne, 24. miejsce; poręcze, 42. miejsce; skok przez konia, 18. miejsce; równoważnia, 22. miejsce
- Barbara Eustachiewicz – wielobój, 33. miejsce; ćwiczenia wolne, 33. miejsce; poręcze, 24. miejsce; skok przez konia, 38. miejsce; równoważnia, 39. miejsce
- Elżbieta Apostolska – wielobój, 37. miejsce; ćwiczenia wolne, 36. miejsce; poręcze, 48. miejsce; skok przez konia, 38. miejsce; równoważnia, 28. miejsce
- Dorota Miller – wielobój, 43. miejsce; ćwiczenia wolne, 51. miejsce; poręcze, 51. miejsce; skok przez konia, 28. miejsce; równoważnia, 35. miejsce
- Gizela Niedurny – wielobój, 56. miejsce; ćwiczenia wolne, 37. miejsce; poręcze, 48. miejsce; skok przez konia, 65. miejsce; równoważnia, 68. miejsce
- Drużyna (Bryłka, Wilczek, Eustachiewicz, Apostolska, Miller, Niedurny) – wielobój, 7. miejsce
- Mikołaj Kubica – wielobój, 16. miejsce; ćwiczenia wolne, 21. miejsce; koń z łękami, 16. miejsce; kółka, 17. miejsce; poręcze, 41. miejsce; skok przez konia, 19. miejsce; drążek, 12. miejsce
- Aleksander Rokosa – wielobój, 25. miejsce; ćwiczenia wolne, 18. miejsce; koń z łękami, 67. miejsce; kółka, 27. miejsce; poręcze, 30. miejsce; skok przez konia, 42. miejsce; drążek, 31. miejsce
- Wilhelm Kubica – wielobój, 35. miejsce; ćwiczenia wolne, 38. miejsce; koń z łękami, 40. miejsce; kółka, 41. miejsce; poręcze, 92. miejsce; skok przez konia, 54. miejsce; drążek, 14. miejsce
- Alfred Kucharczyk – wielobój, 37. miejsce; ćwiczenia wolne, 18. miejsce; koń z łękami, 54. miejsce; kółka, 34. miejsce; poręcze, 101. miejsce; skok przez konia, 7. miejsce; drążek, 42. miejsce
- Jan Jankowicz – wielobój, 45. miejsce; ćwiczenia wolne, 35. miejsce; koń z łękami, 85. miejsce; kółka, 45. miejsce; poręcze, 30. miejsce; skok przez konia, 84. miejsce; drążek, 31. miejsce
- Andrzej Konopka – wielobój, 75. miejsce; ćwiczenia wolne, 54. miejsce; koń z łękami, 94. miejsce; kółka, 53. miejsce; poręcze, 72. miejsce; skok przez konia, 95. miejsce; drążek, 68. miejsce
- Drużyna (M. Kubica, Rokosa, W. Kubica, Kucharczyk, Jankowicz, Konopka) – wielobój, 5. miejsce

### Kajakarstwo
- Daniela Pilecka – K-1, 500 m, 7. miejsce
- Daniela Pilecka, Izabella Antonowicz – K-2, 500 m, 8. miejsce
- Władysław Szuszkiewicz – K-1, 1000 m, odpadł w półfinale
- Stefan Kapłaniak, Władysław Zieliński – K-2, 1000 m, odpadli w półfinale
- Ryszard Marchlik, Rafał Piszcz, Stanisław Jankowiak, Robert Ruszkowski – K-4, 1000 m, odpadli w półfinale

### Kolarstwo
- Zbysław Zając – tor, sprint, 5.–8. miejsce
- Wacław Latocha – tor, 1000 m ze startu zatrzymanego, 7. miejsce
- Lucjan Józefowicz – tor, 4000 m na dochodzenie, 5.–8. miejsce
- Jan Kudra – szosa, 13. miejsce
- Andrzej Bławdzin – szosa, 41. miejsce
- Rajmund Zieliński – szosa, 82. miejsce
- Jan Magiera – szosa, 73. miejsce
- Józef Beker, Andrzej Bławdzin, Jan Magiera, Rajmund Zieliński – szosa drużynowo na czas, 11. miejsce

### Koszykówka
- Janusz Wichowski, Andrzej Pstrokoński, Jerzy Piskun, Krzysztof Sitkowski, Mieczysław Łopatka, Zbigniew Dregier, Tadeusz Blauth, Andrzej Perka, Bohdan Likszo, Kazimierz Frelkiewicz, Krystian Czernichowski, Stanisław Olejniczak – 6. miejsce

### Lekka atletyka
- Ewa Kłobukowska – 100 m, 3. miejsce (brązowy medal)
- Halina Górecka – 100 m, 7. miejsce
- Barbara Sobotta – 100 m, odpadła w ćwierćfinale; 200 m, 6. miejsce
- Irena Kirszenstein – 200 m, 2. miejsce (srebrny medal) ; skok w dal, 2. miejsce (srebrny medal)
- Teresa Ciepły – 80 m przez płotki, 2. miejsce (srebrny medal)
- Maria Piątkowska – 80 m przez płotki, 6. miejsce
- Teresa Ciepły, Irena Kirszenstein, Halina Górecka, Ewa Kłobukowska – sztafeta 4 × 100 m, 1. miejsce (złoty medal)
- Jarosława Jóźwiakowska – skok wzwyż, 10. miejsce
- Wiesław Maniak – 100 m, 4. miejsce
- Marian Dudziak – 100 m, odpadł w ćwierćfinale
- Zbigniew Syka – 100 m, odpadł w eliminacjach
- Marian Foik – 200 m, 6. miejsce
- Andrzej Zieliński – 200 m, odpadł w ćwierćfinale
- Andrzej Badeński – 400 m, 3. miejsce (brązowy medal)
- Ireneusz Kluczek – 400 m, odpadł w ćwierćfinale
- Stanisław Swatowski – 400 m, odpadł w eliminacjach
- Witold Baran – 1500 m, 6. miejsce
- Lech Boguszewicz – 5000 m, odpadł w eliminacjach
- Bogusław Gierajewski – 400 m przez płotki, odpadł w eliminacjach
- Edward Szklarczyk – 3000 m z przeszkodami, odpadł w eliminacjach
- Andrzej Zieliński, Wiesław Maniak, Marian Foik, Marian Dudziak – sztafeta 4 × 100 m, 2. miejsce (srebrny medal)
- Marian Filipiuk, Ireneusz Kluczek, Stanisław Swatowski, Andrzej Badeński – sztafeta 4 × 400 m, 6. miejsce
- Edward Czernik – skok wzwyż, 10. miejsce
- Włodzimierz Sokołowski – skok o tyczce, odpadł w eliminacjach
- Andrzej Stalmach – skok w dal, 8. miejsce
- Józef Szmidt – trójskok, 1. miejsce (złoty medal)
- Jan Jaskólski – trójskok, 12. miejsce
- Władysław Komar – pchnięcie kulą, 9. miejsce
- Alfred Sosgórnik – pchnięcie kulą, odpadł w eliminacjach
- Zenon Begier – rzut dyskiem, 6. miejsce
- Edmund Piątkowski – rzut dyskiem, 7. miejsce
- Olgierd Ciepły – rzut młotem, 8. miejsce
- Tadeusz Rut – rzut młotem, 10. miejsce
- Zdzisław Smoliński – rzut młotem, 14. miejsce
- Janusz Sidło – rzut oszczepem, 4. miejsce
- Władysław Nikiciuk – rzut oszczepem, 9. miejsce
- Mieczysław Rutyna – chód na 20 km, 26. miejsce; chód na 50 km, zdyskwalifikowany

### Podnoszenie ciężarów
- Henryk Trębicki – waga kogucia, 4. miejsce
- Mieczysław Nowak – waga piórkowa, 3. miejsce (brązowy medal)
- Rudolf Kozłowski – waga piórkowa, 7. miejsce
- Waldemar Baszanowski – waga lekka, 1. miejsce (złoty medal)
- Marian Zieliński – waga lekka, 3. miejsce (brązowy medal)
- Jerzy Kaczkowski – waga półciężka, 4. miejsce
- Ireneusz Paliński – waga lekkociężka, 3. miejsce (brązowy medal)

### Siatkówka
- Krystyna Czajkowska, Maria Golimowska, Krystyna Jakubowska, Danuta Kordaczuk, Krystyna Krupa, Józefa Ledwig, Jadwiga Marko-Książek, Jadwiga Rutkowska, Zofia Szcześniewska, Maria Śliwka – 3. miejsce (brązowy medal)

### Strzelectwo
- Kazimierz Kurzawski – pistolet dowolny 50 m, 25. miejsce
- Józef Zapędzki – pistolet szybkostrzelny 25 m, 15. miejsce
- Jerzy Nowicki – karabinek sportowy 3 pozycje 50 m, 5. miejsce
- Henryk Górski – karabinek sportowy 3 pozycje 50 m, 18. miejsce; karabin dowolny 3 pozycje 300 m, 15. miejsce
- Stanisław Marucha – karabinek sportowy leżąc 50 m, 16. miejsce
- Adam Smelczyński – rzutki trap, 32. miejsce

### Szermierka
- Egon Franke – floret, 1. miejsce (złoty medal)
- Witold Woyda – floret, odpadł w walkach pucharowych
- Ryszard Parulski – floret, odpadł w 2. eliminacjach
- Egon Franke, Ryszard Parulski, Janusz Różycki, Zbigniew Skrudlik, Witold Woyda – floret, 2. miejsce (srebrny medal)
- Bohdan Gonsior – szpada, 5. miejsce
- Henryk Nielaba – szpada, odpadł w walkach pucharowych
- Wiesław Glos – szpada, odpadł w eliminacjach
- Bohdan Andrzejewski, Bohdan Gonsior, Henryk Nielaba, Mikołaj Pac Pomarnacki, Ryszard Parulski – szpada, 5. miejsce
- Emil Ochyra – szabla, 5. miejsce
- Jerzy Pawłowski – szabla, odpadł w półfinale
- Andrzej Piątkowski szabla, odpadł w eliminacjach
- Emil Ochyra, Jerzy Pawłowski, Andrzej Piątkowski, Wojciech Zabłocki, Ryszard Zub – szabla, 3. miejsce (brązowy medal)

### Wioślarstwo
- Eugeniusz Kubiak – jedynki, odpadł w repasażach
- Czesław Nawrot, Alfons Ślusarski – dwójki bez sternika, 8. miejsce
- Kazimierz Naskręcki, Marian Siejkowski, Stanisław Kozera (sternik) – dwójki ze sternikiem, 6. miejsce
- Szczepan Grajczyk, Ryszard Lubicki, Marian Leszczyński, Andrzej Nowaczyk, Jerzy Pawłowski (sternik) – czwórki ze sternikiem, 6. miejsce

### Zapasy
- Bernard Knitter – styl klasyczny, waga kogucia, 11.–12. miejsce
- Kazimierz Macioch – styl klasyczny, waga piórkowa, 9.–10. miejsce
- Bolesław Dubicki – styl klasyczny, waga półśrednia, 4. miejsce
- Czesław Kwieciński – styl klasyczny, waga średnia, 16.–17. miejsce
- Lucjan Sosnowski – styl klasyczny, waga półciężka, 13.–14. miejsce